# チェルカースィ
チェルカースィ（Cherkasy (ウクライナ語: Черкаси, 発音 [tʃerˈkɑsɪ])）は、ウクライナの都市である。ウクライナ中部に位置するチェルカースィ州の州庁所在地、またチェルカースィ地区の地区中央となっている。
ウクライナの首都キーウから南に約180キロメートルの距離に位置する、ドニプロ川沿いの都市である。人口は2005年の統計で29万3300人であった。

## 名称
チェルカースィの日本語名は、他のウクライナの多くの都市と同様に一定しておらず、文献によってばらばらである。公式名称であるウクライナ語名としては、アクセント位置を表す長音符を用いてチェルカースィ、長音符を用いずにチェルカスィと表すことができる。また、「スィ」という表記を嫌う場合にはチェルカーシやチェルカシで表される。かつてこの都市を版図に収めた主要国の言語でも、おおむね「チェルカースィ」と同様の音を表す表記が用いられている。
ポーランド語ではCzerkasy [t͡ʂɛrˈkasɨ/チェルカースィ]と呼ばれ、チェルカスィと仮名書きされる。この名称は、主格ではウクライナ語名とほぼ同じ発音になる。ウクライナ語名を近似のポーランド語で表しても、やはり「Czerkasy」となる。日本語内でポーランド語名に準じて表記されることはほとんどないが、歴史上ポーランドの影響下にあった時期も長く、ポーランド史を扱う文献ではポーランド語名で書かれる場合もある。
ロシア語ではЧеркассы [ʧ'ɪrˈkasɨ/チルカースィ]と呼ばれ、チェルカッスィまたはより簡略にチェルカッシと仮名書きされることが多い。日本で出版されている地図帳などでは、ロシア語の[ɨ]を表すのに通常の「ウィ」ではなく「ウイ」を用いる傾向があるが、この都市に限ってはチェルカッスィと書く代わりにチェルカッスイやチェルカスイといった表記を使用するのは稀である。また、ロシア語の実際の発音はウクライナ語の発音と大差あるものではなく、ロシア語名とウクライナ語名で日本語表記を書き分けることにそれほど厳密な意義を見出せるわけではない。特に「-сс-」という表記は日本語の「ッス」のような促音を表しているのではなく、発音は「-с-」とした場合と実用上変わらない。ウクライナ語名のロシア語近似表記は「Черкасы」と表すことができるが、ロシア語名の「Черкассы」もこれとほぼ同じ発音であるということができる。
この他、チェルカッシィといった言語特定不可能な表記も日本語文献では見られる。また、アクセント位置を示すのに長音符を用いる方法以外に促音を用いるという古い方法もあり、チェルカッスィやチェルカッシなどの表記でもウクライナ語名ではないと断言できない。厳密に何語名であるか特定することは難しく、チェルカースィと書いてあればウクライナ語名、チェルカッシと書いてあればロシア語名、とは断じがたい。ただし、言語学的に信頼の置ける文献であれば、ポーランド語の「Czerkasy」という綴りがチェルカスィ以外に転写される可能性は極めて少なく、ポーランド語名に限っては比較的断定が容易である。
なお、「チェルカースィ」という名称は複数語尾を取っており、文法的には複数形扱いとなっている。

## 人口

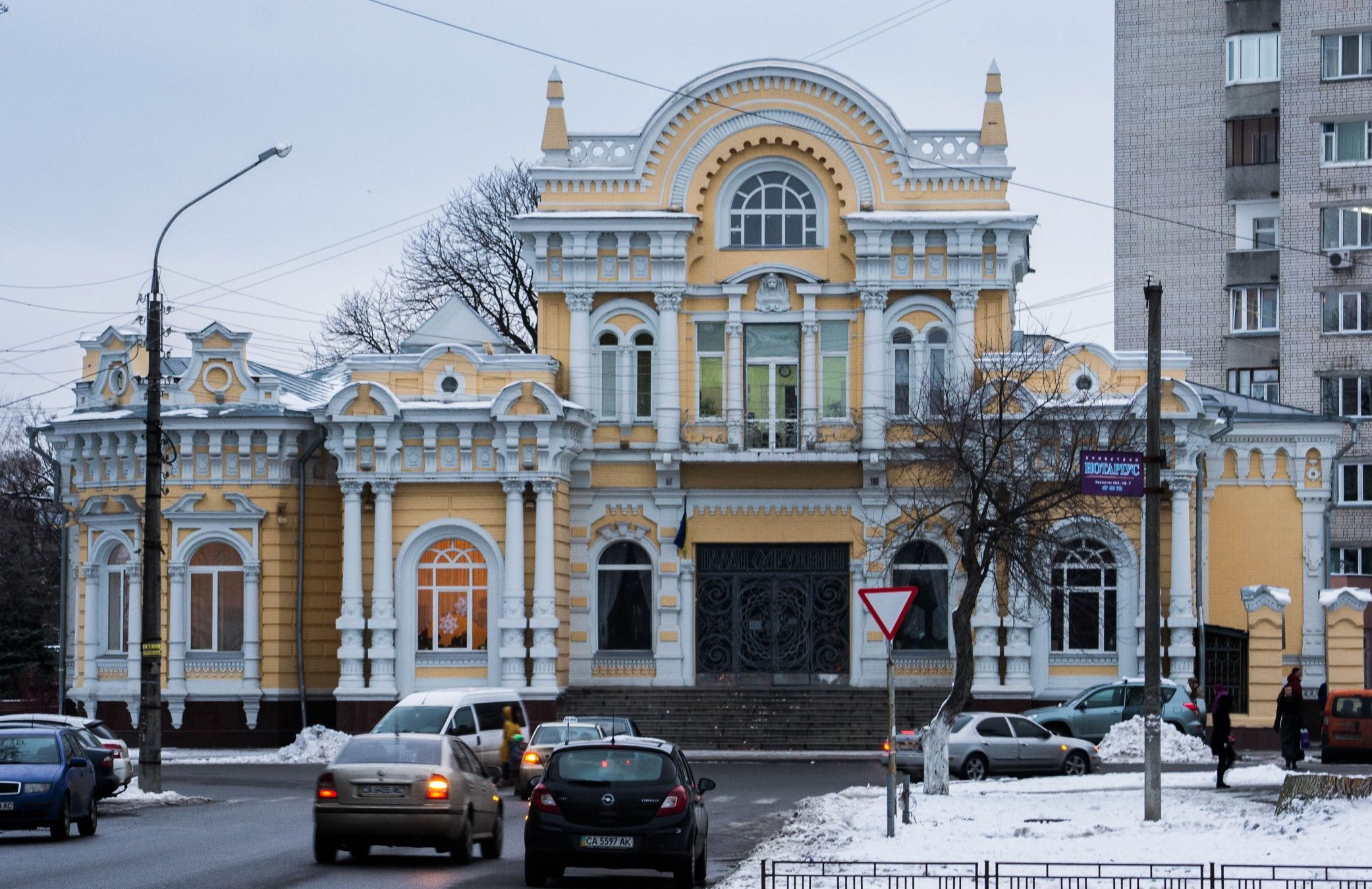
20世紀初頭に建てられた市の結婚式場

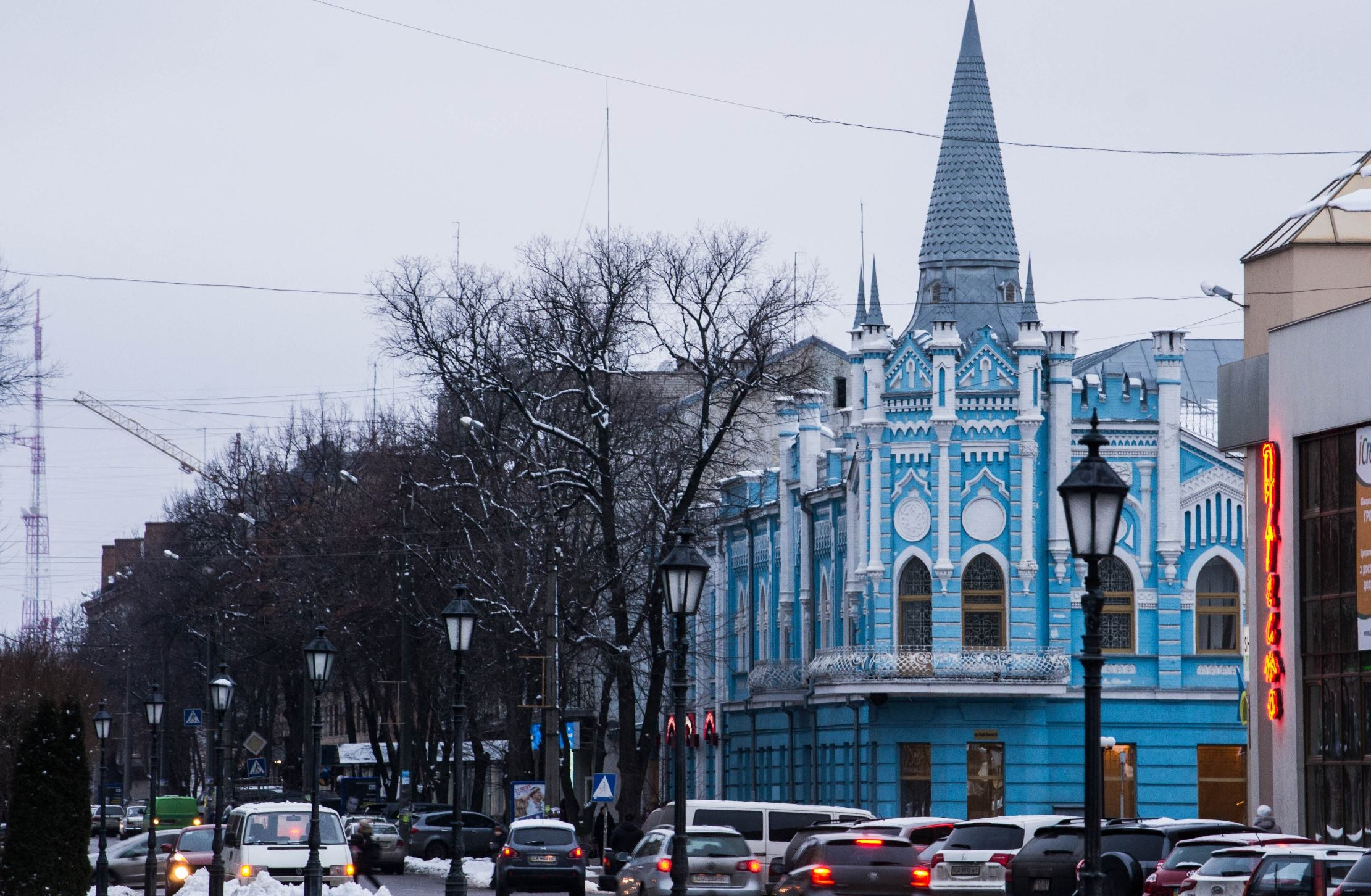
20世紀初頭に建てられたホテル「スロヴィヤーンシクィイ」

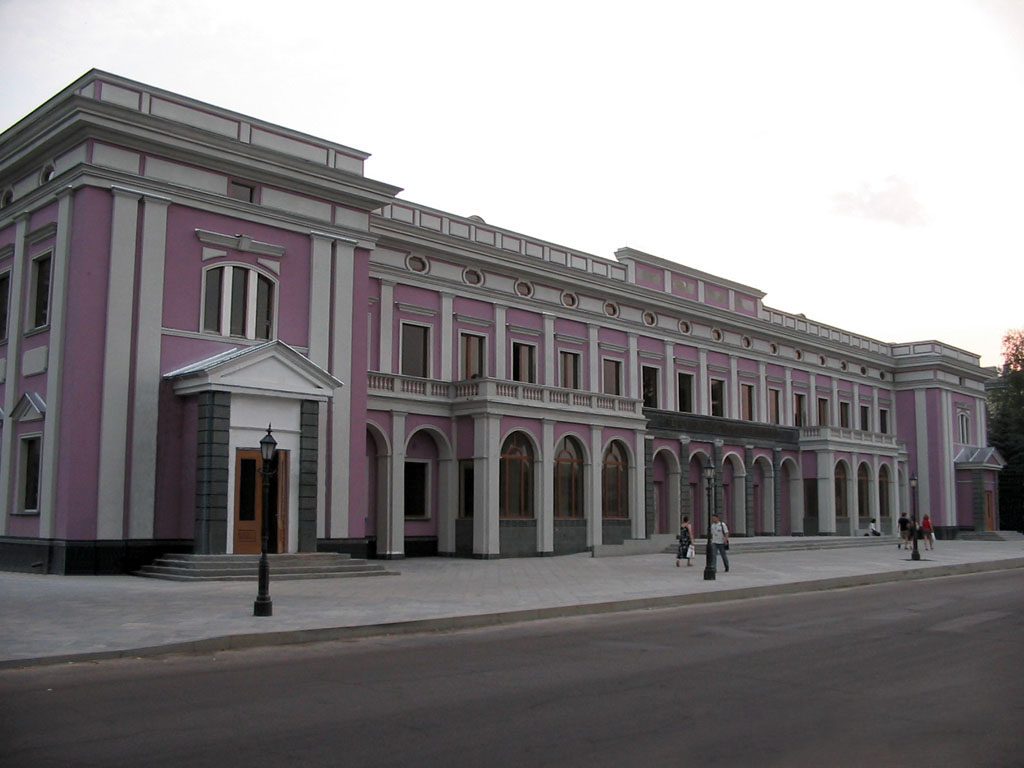
音楽協会の建物

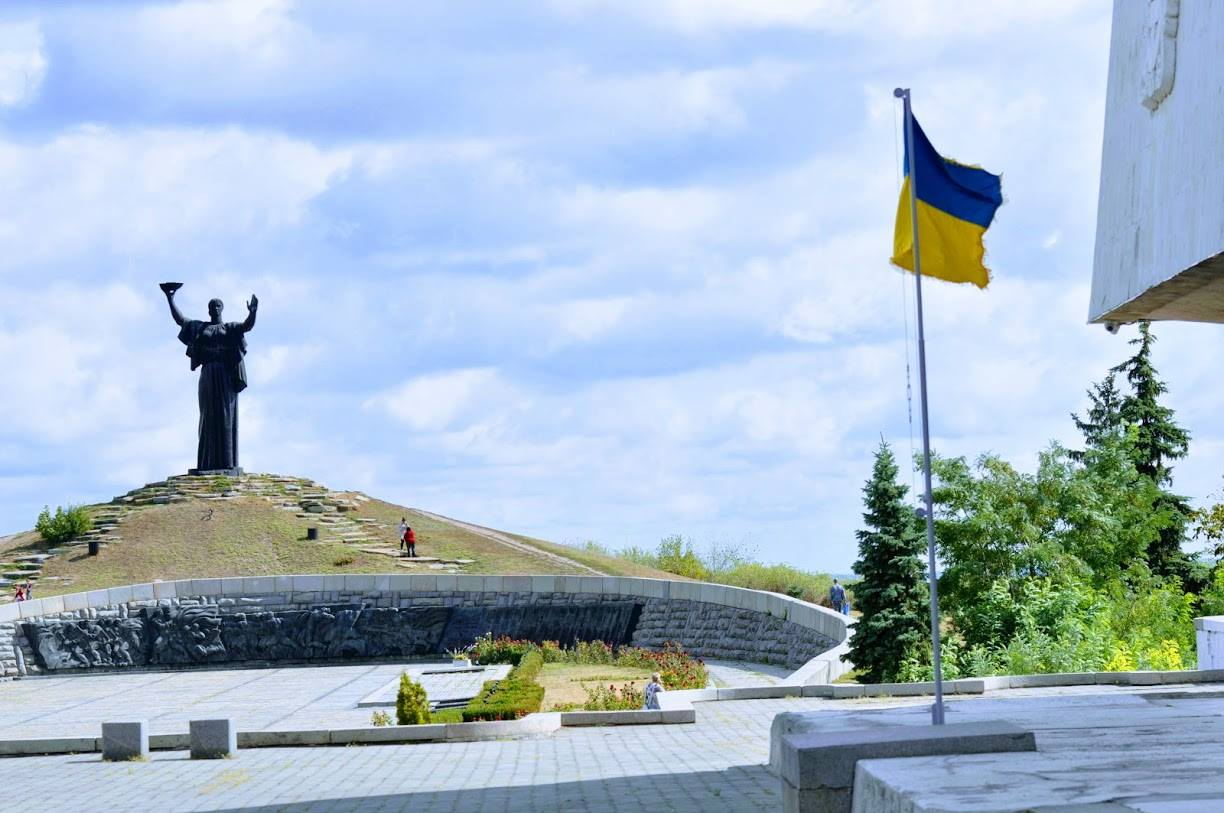
栄光の丘

- 1897年 - 29,600人
- 1910年 - 39,600人
- 1926年 - 39,500人
- 1939年 - 51,600人
- 1959年 - 85,000人
- 1970年 - 158,000人
- 1977年 - 229,000人
- 1979年 - 230,000人
- 1984年 - 267,000人
- 1990年 - 297,000人
- 2001年 - 295,400人
- 2005年 - 293,300人
- 2007年 - 290,700人

## 民族
1926年
ウクライナ人 - 61.9 %
ユダヤ人 - 27.6 %
ロシア人 - 8.6 %
1959年
ウクライナ人 - 70 %
ロシア人 - 22 %
ユダヤ人 - 6 %

## 歴史
チェルカースィは、13世紀に防御拠点となる軍事要塞として設立された。1286年にキエフ大公国の都市として設立されたとされるが、12世紀のクリミア・ハン国のメングリ・ギレイ1世の書簡に名前が残されている。1384年の記録に、リトアニア大公国下のキエフ公国の要塞都市として記されている。15世紀には地方中央となった。15世紀末にはタタール人に対する重要な反抗拠点となった。1532年には、チェルカースィは30日間にわたって続けられたクリミア・ハン国のサーデート・ギレイ1世率いる軍勢の攻撃から耐え抜いた。
16世紀には再びこの地方の中心となった。1569年のルブリン合同では、ポーランド王国の領域に組み入れられた。
このころ、チェルカースィの人口の大半はウクライナ・コサックであった。そのため、16世紀後半から17世紀にかけてモスクワ公国の公式文書では、当時のウクライナ・コサックやウクライナ人を「チェルカースィ(チェルカース人)」と呼んだ。この名称は、ウクライナ・コサック国家がロシア帝国に併合された18世紀以降に「小ロシア人」という名称に取って代わられるまで使用された。
ウクライナ・コサックの反ポーランド闘争では、チェルカースィはその中心地的な役割を担った。1648年から1686年にはウクライナ・コサック連隊の直轄地となった。しかし、モスクワ公国とポーランド・リトアニア共和国との間で締結された1667年のアンドルーソヴォ講和条約により、チェルカースィは再びポーランドへ割譲された。ポーランド分割により、1793年にはチェルカースィはロシア帝国に併合された。1795年には都市となり、1797年にはキエフ県に組み入れられた。
19世紀後半には鉄道が整備され、産業が大きく発展する契機となった。1854年には砂糖工場が、1878年には煙草工場が開業した。
1920年1月1日には、赤軍によって占領された。1922年にはウクライナ共和国に編入された。1923年から1927年にかけては、チェルカースィ地区（オークルク）の中央となった。チェルカースィ地区は1927年にシェウチェンキウシク地区に改編されたが、チェルカースィは1930年まで引き続きその中央であった。
第一次五カ年計画により産業が強化されることとなり、特に食品産業と軽工業に力が入れられた。1950年代末からは、化学産業も発展した。1954年にはチェルカースィ州が作られたが、チェルカースィはその州都となった。

## 姉妹都市
- サンタローザ、アメリカ合衆国 1991年3月6日
- ブィドゴシュチュ、ポーランド 2000年9月17日
- スムガイト、アゼルバイジャン 2003年9月3日
- ルスタヴィ、ジョージア 2012年3月28日
- ヴォルシャ、ベラルーシ 2012年6月5日